# Slaget ved Granikos
Slaget ved Granikos 334 f.Kr. var det første store slag Alexander den Store deltog i, hvor han selv havde den fulde kommando over den makedonske hær.
Det var det første af tre store slag mod Perserriget, som Alexander vandt.
Alexander den Store havde invaderet perserriget samme år, og storkongen Dareios 3. havde ladet sine satrapper samle en hær på ca. 25.000 mand. Den makedonske hær antages at være på 40-50.000 mand.
Slaget blev vundet af Alexander på grund af et veltilrettelagt kavaleriangreb.
Perserne mistede et sted mellem 3-5.000 mand ca. 2.000 blev taget til fange. Makedonerne mistede 3-400 mand. Disse tal er sikkert påvirket af eftertidens glorificering af Alexander og hans erobring af Persien.
Sardis, den regionale hovedstad overgav sig kort efter slaget sammen med sit store skatkammer. Det siges at Alexander modtog mere guld i Sardis end hele hans eget kongerige Makedonien samlede på et år.